# Icke-dualitet
Icke-dualitet, även kallat nondualism, är en term och ett begrepp som används som sammanfattande beteckning på flera hållningar, som med olika utgångspunkt förhåller sig frågande eller kritiskt till dualistiska tankemodeller.
Historiskt är termen kopplad till Advaita Vedanta-traditionen, som säger att det inte finns någon skillnad mellan Brahman och Atman. Sufismen präglas även av nondualism, där själen och Allah förenas i en mystisk upplevelse. Nondualism finns även i andra asiatiska traditioner.
I västerländska kulturer används termen inom exempelvis New Age och mystik för dels ett tillstånd "där subjekt och objekt förenas", dels som en term som uttrycker kritik mot cartesiansk dualism.
En motsvarande term som var vanlig i Europa i början av 1900-talet var monism. Mot denna kan termen nondualism signalera ett ställningstagande, man tar inte ställning för monism, man intar i stället en större öppenhet inför flera olika perspektiv.

## Fotnoter
1. ↑  Life without a centre.